# クッキンアイドル アイ!マイ!まいん! まいん歌のレシピ1
クッキンアイドル アイ!マイ!まいん! まいん歌のレシピ(1)（クッキンアイドル アイ!マイ!まいん! まいんうたのレシピいち）は福原遥の1枚目のアルバム。

## 内容
福原遥が主人公の柊まいんとして出演しているNHK教育『クッキンアイドル アイ!マイ!まいん!』で歌った曲を集めたオリジナル・アルバム。18〜37曲目は長谷川智樹によるサウンド・トラック。一部店舗では、特典として「まいんちゃんぬりえシート」が付けられた。

## 収録曲
1. 待ち遠しいの
2. ちぎれた夢
3. たまごのワルツ
4. きらめくカラフル
5. ごちゃまぜ片思い
6. 彼とフライパン
7. 虹の向こうへ
8. ダンスはホットに
9. さあ炒めよう
10. 煮込んでスマイル
11. いろいろ大好き
12. パリパリジェンヌ
13. 夢見るスタイル
14. 青い空の下で
15. おイモ音頭
16. マジカルオーブン
17. ときめきデコレーション
18. DJソルト here we go!
19. キッチンはマイステージ (まいん登場)
20. クッキングスタート
21. ちゃんとできるかな？
22. おいしそう!
23. 料理対決
24. ミサンガ
25. 楽しい作業
26. 大成功!
27. 試食タイム
28. おいしいね!
29. サブタイトル
30. おおばやし&こばやし
31. スパーク!
32. みちか
33. 失敗!?
34. オーディション
35. 優しい時間
36. カルメン後藤
37. キッチンはマイステージ (クッキンワルツ)
38. キッチンはマイステージ (ハッピークリスマスミックス)

作詞：青島利幸(#1 - 17)
作曲：橋本由香利(#1 - 7, 9 - 17)、川田瑠夏(#8, 19, 37, 38)、長谷川智樹(#18, 20 - 36)
編曲：橋本由香利(#1 - 17)、長谷川智樹(#18 - 38)